# Умаров, Пазлу Саидович
Пазлу́ (Пайзу́л) Саи́дович Ума́ров (27 июля 1949 — 12 марта 2022) — советский чеченский борец греко-римского стиля, старший тренер сборной Чеченской Республики по греко-римской борьбе, заслуженный тренер СССР (1985) и России (1991).

## Биография
Родился в 1949 году. После окончания профессионально-технического училища № 9 г. Грозного работал каменщиком в строительно-монтажном комбинате. Отслужил в армии, работал мастером в ПТУ № 18. В свободное время занимался борьбой. Окончил Грозненское педагогическое училище по специальности учитель физического воспитания. Начал работать в детско-юношеской спортивной школе Наурского района Чечено-Ингушской АССР, где он смог создать сильную школу греко-римской борьбы.
В 1996—1999 годах из-за сложной обстановки в республике вынужден был работать в Одессе. По договорённости с руководством города и местной чеченской диаспорой вывозил из республики детей-сирот для реабилитации. За короткое время подготовил здесь несколько чемпионов Украины и участников первенств мира среди юношей. После возвращения на родину стал старшим тренером сборной Чеченской Республики по греко-римской борьбе.
Академией общественных наук награждён золотой медалью и лентой «Элита отечественного спорта».
16 июля 2018 года удостоен почётного звания «Заслуженный работник физической культуры Российской Федерации».

## Известные воспитанники
- Дугучиев, Ислам Бетерсултанович (1966) — многократный чемпион и призёр чемпионатов СССР и России, 2-кратный чемпион Европы, 4-кратный чемпион мира, серебряный призёр Олимпийских игр 1992 года в Барселоне;
- Мутузов, Анзор Хозуевич (1990) — бронзовый призёр чемпионата России 2013 года.